# Vincenzo Berni degli Antoni
Vincenzo Berni degli Antoni, né le 25 avril 1747 à Bologne et mort dans cette même ville le 4 mars 1828, est un jurisconsulte italien.

## Biographie
Vincenzo Berni degli Antoni naît le 25 avril 1747 à Bologne, où son père jouit d'une grande réputation en tant qu'avocat. Il fait ses études avec succès dans sa ville natale, et se rend à Rome pour les poursuivre. Revenu à Bologne, il y obtient une chaire de droit civil à l'université, et est successivement nommé auditeur de chambre de deux légats du pape. Fort attaché au gouvernement pontifical, il refuse de prêter serment à la République romaine que les Français établissent en 1798, et est privé de sa chaire, puis arrêté et exilé. Il supporte ces persécutions et est nommé en 1799, après le retour des armées autrichiennes, membre de la régence qu'elles établissent à Rome. Il accepte ensuite l'emploi de commissaire général des finances ; puis, lorsque l'Italie devient un royaume, en 1806, il est nommé par Napoléon procureur du roi près le tribunal de cassation et chevalier de la Couronne de fer. Plus tard, lors que l'autorité du pape est rétablie à Bologne, Pie VII désigne Antoni pour être président du tribunal d'appel ; mais sa santé ne lui permet pas d'occuper ces fonctions. Il est l'auteur de plusieurs ouvrages de droit estimés, publie aussi quelques poésies et même des comédies. Il est membre de plusieurs académies. Le comte Carlo Pepoli écrit sa notice biographique, qui est insérée dans plusieurs journaux.
Il meurt le 4 mars 1828 à Bologne, à l'âge de 80 ans.